# In supremo apostolatus
Par la bulle In supremo apostolatus du 3 décembre 1839 le pape Grégoire XVI réaffirme les positions de son lointain prédécesseur Paul III sur l'esclavage. Après avoir consulté le Collège des cardinaux, le pape dénonce avec cette bulle le retour, hors d'Europe, d'un commerce des esclaves et de l'esclavage lui-même,,.

« Il arriva enfin que, depuis plusieurs siècles, il ne se trouvait plus d'esclaves dans la plupart des nations chrétiennes. Mais, nous le disons avec douleur, il y en eut depuis, parmi les fidèles même, qui, honteusement aveuglés par l'appât d'un gain sordide, ne craignirent point de réduire en servitude, dans des contrées lointaines, les Indiens, les Nègres ou autres malheureux, ou bien de favoriser cet indigne attentat en établissant le commerce de ceux qui avaient été faits captifs par d'autres. »

## Effets aux États-Unis
La bulle ne fut pas bien reçue par les catholiques esclavagistes du Maryland, État qui fut le centre du catholicisme des États-Unis jusqu'à la fin du XIXe siècle. Pour échapper aux amendes de Rome et pour conserver le statu quo, les Américains interprétèrent la bulle comme une dénonciation du commerce d'esclaves mais pas comme une dénonciation de l'esclavage.[réf. nécessaire]